# قاي ر. كورنيليس
قاي ر. كورنيليس هو أستاذ جامعي بلجيكي، ولد في 25 أغسطس 1946 في أوكَل في بلجيكا.